# Berylliumcarbonaat
Berylliumcarbonaat is het berylliumzout van diwaterstofcarbonaat, met als brutoformule BeCO3. De stof komt voor als een zeer toxisch wit poeder, dat onoplosbaar is in water.

## Vormen
Berylliumcarbonaat komt voor onder 3 vormen: een watervrije vorm, een tetrahydraat en een basische vorm. De watervrije vorm is onstabiel en ontleedt gemakkelijk door verhitting. Deze moet onder koolstofdioxide-atmosfeer opgeslagen worden. Het tetrahydraat is eveneens onstabiel. De basische vorm is een gemengd zout, met zowel een carbonaat- als een hydroxide-gedeelte: Be2CO3(OH)2.

## Synthese
Berylliumcarbonaat (tetrahydraat) kan bereid worden door reactie van koolstofdioxide met berylliumhydroxide:
{\displaystyle {\ce {Be(OH)2 + CO2 + 4H2O -> BeCO3.4H2O + H2O}}}
Het basisch berylliumcarbonaat kan bereid worden door reactie van berylliumsulfaat met ammoniumcarbonaat.

## Eigenschappen
Berylliumcarbonaat ontleedt boven de 100 °C (thermolyse) in berylliumoxide en koolstofdioxide:
{\displaystyle {\ce {BeCO3 -> BeO + CO2}}}
Het basisch berylliumcarbonaat moet verhit worden tot boven 200 °C:
{\displaystyle {\ce {Be2CO3(OH)2 -> 2BeO + CO2 + H2O}}}